# Будзинский, Владимир Адольфович
Будзи́нский Влади́мир Адо́льфович (13 (25) июля 1865, станица Зассовская Кубанской области — 19 июля 1923, Сестрорецк) — русский врач. С его именем связано становление курорта Анапа. Почётный гражданин города Анапа.

## Биография
Окончил Екатеринодарскую гимназию.
Учился в Императорском Киевском университете, был отчислен за участие в революционной деятельности и выслан в Полтавскую губернию к семье.
Окончил Императорский Харьковский университет со званием лекарь в 1894 году, по окончании работал ординатором, земским доктором в Харькове, в детских приютах.
В Анапу В. А. Будзинский приезжает в 1899 году уже вдовцом (жена умерла в Харькове) с сыном и дочерью. Здесь он развивает бурную деятельность в стремлении превратить город в доступный курорт, сочетавший в себе большое число солнечных дней, особенности степного, морского и горного климата, наличие грязевых вулканов и озёр, виноградников.
На ссуду он приобретает участок земли, около 3 десятин, в районе высокого берега и уже  21 июля 1900 г.  на территории нынешних здравниц «Маяк» и «Малая бухта» открылась крупная многопрофильная водогрязелечебница (проект архитектора, профессора Харьковского технологического института М. И. Ловцова), положившая начало самому курорту.  В 1902 году возводится первый пансионат, рассчитанный на 90 человек со столовой, тем самым создает с учётом лечебной базы санаторий «Первая» и «Береговая», а затем преобразовывает его в Институт физических методов.
Будзинский выступил инициатором открытия в 1909 году противотуберкулезного детского санатория «Бимлюк» (окрестности Анапы), куда для работы ему удалось привлечь доктора медицины из ортопедической клиники Императорской Военно-медицинской академии Алексея Константиновича Шенка, на курорт приезжали также известные специалисты-медики Николай Гундобин и Генрих Турнер. В 1913 году Будзинским открыт санаторий «Лучезарная».
В сентябре 1900 года В. А. Будзинский был избран городским головой.
С именем Будзинского связывают рост популярности Анапы как курорта, с 1899 по 1911 годы количество отдыхающих здесь увеличилось в десять раз, до 15,5 тысяч человек. В признание заслуг в 1915 году Будзинскому присваивают звание Почётного гражданина Анапы.
С установлением Советской власти все анапские оздоровительные учреждения были национализированы. Доктор Будзинский продолжил активную работу врача, в 1921 году для организации курортного дела он был направлен в Ейск, в 1922 году его стараниями создан курорт Геленджик, в 1923 году он получил направление Сестрорецк Ленинградской области для создания бальнеологического курорта, где 20 июля скончался от сахарного диабета.
В 1998 году на Центральной набережной Анапы установлен памятник доктору Будзинскому (скульптор В. П. Поляков и архитектор Ю. В. Юсин).